# 帕特·亨格尔
马丁·帕特森“帕特”亨格尔（英語：Pat Hingle，1924年7月19日—2009年1月3日）是一名美国演员。